# Василина (ім'я)
Василина — українське жіноче ім'я, є похідним від чоловічого імені Василь, яке, як вважають, походить від грецького слова «базілеус» — «цар», тому можна вважати, що ім'я Василина означає «царствена».
Іменини: 14 січня, 21 січня; 23 березня; 4, 28 квітня; 16 вересня; 11 грудня.

## Відомі носійки
- Василина Боровська — українська співачка, авторка та виконавиця.
- Василина Гольшанська — литовська княжна з роду Гольшанських.
- Василина Калинич — українська майстриня гуцульського ліжникарства.
- Василина-Ірина Кириченко — українська дзюдоїстка, майстер спорту України міжнародного класу.
- Василина Сумаряк — українська майстриня художнього ткацтва та писанкарства.
- Василина Старостинецька — українська оперна співачка (лірико-драматичне сопрано) та драматична акторка.
- Василина Хайруліна — українська педагогиня.
- Василина Хандошка — білоруська синхронна плавчиня.